# Analóg számítógép
Az analóg számítógépeknél a feldolgozandó információkhoz – amelyek többnyire számértékek – folytonosan változó fizikai mennyiségeket rendelnek hozzá, például a folyamatosan változó feszültséget, az áramerősséget, a hosszúságot, a mutató kilengését.

## A gép elve
Valamely matematikai probléma megoldásához az analóg számítógép egy analóg fizikai rendszert tartalmaz. A megoldást egy fizikai mennyiség állapotának, illetve változásának mérése adja meg. A digitális számítógép viszont egy függvény értékeit számítja ki a kívánt diszkrét helyeken. A modern gépek azonban az eredményt nemcsak számjegyek formájában, hanem görbe, perspektivikus ábra, tervrajz, kapcsolási rajz stb.  alakjában is tudják közölni. Az analóg számítógép vagy teljesen speciális célra, illetve számítási egységből épül fel, és nagyobb problémakör megoldására alkalmazható. Ekkor minden számítási műveletet végez, például az összeadást, a szorzást, az integrálást.

### A fejlődés

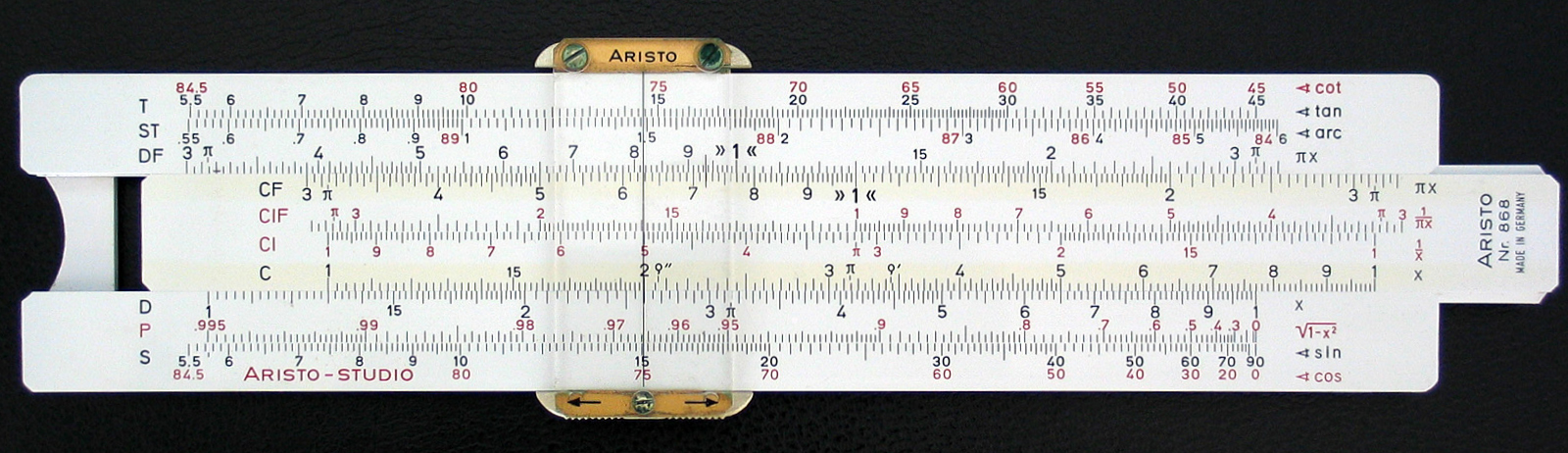
Logarléc

Legismertebb mechanikus analóg számítógép a logarléc. Eredete az 1624-ből származó, Herford Gunter által készített logaritmikus számskálára vezethető vissza, amely Seth Partridge révén már néhány évvel később a mai alakját vette fel. A bonyolultabb mechanikus analóg számítógépek közé tartoznak a planiméterek és integráfok különböző alakjai. 1912 és 1914 között Udo Knorr egy mechanikus integrálóberendezést készített közönséges differenciálegyenletek megoldására, amely főként a vonatok menetidejének kiszámítására szolgált, hosszú ideig a német vasutaknál használták. Megemlíthető még a harmonikus analizátor, amelyet O. Mader és Ott készített, egy grafikusan megadott periodikus függvény Fourier-együtthatóinak meghatározására. 
Az elektrotechnika fejlődésével egyre több elektromos, illetve elektronikus építőelemet használtak fel. Az elektronika és szabályozástechnika fejlődése következtében a korszerű analóg számítógépeknél a matematikai változóknak megfelelő folytonos analóg változók csaknem kizárólag a feszültség és/vagy áram, illetve pneumatikus felépítésű rendszerekben a nyomás. Az elektroncsövet felváltotta a tranzisztor. Ma a modern gépek a mikrominiatürizálás segítségével előállított integrált áramkörökből vagy – ritkábban – pneumatikus szabályozóelemekből épülnek fel.

### A működés módja
Az analógia elvét, illetve az elektronikus analóg számítógép működését két, csillapított rezgést végző rendszeren mutatjuk be. Az egyik esetben a tömeg rezeg, ha valamely erő meglöki. A rugóerő képviseli a visszahúzó erőt, a csillapítást olajfürdő okozza. A mozgási energia mindaddig periodikusan átalakul helyzeti energiává és fordítva, míg a csillapítás következtében a teljes mozgási energia az olajfürdő hőenergiájává alakul át.
A másik esetben a rezgőrendszer egy ellenállásból, kondenzátorból és önindukciójú tekercsből áll. Ha a kondenzátort egy feszültséglökés feltölti, akkor a két kondenzátorlemezen felhalmozódott töltés elkezd kiegyenlítődni, de a tekercs önindukciója miatt rezgés jön létre, amit az ellenállás csillapít. Ha eltekintünk a két különböző energiaformától, akkor mind a két folyamat formálisan ugyanazzal a differenciálegyenlettel írható le:
 {\displaystyle {\ddot {y}}}(t) = -{\displaystyle a_{1}} {\displaystyle {\dot {y}}} (t)-{\displaystyle a_{2}} y(t)-f(t) 
ahol {\displaystyle a_{1}} és {\displaystyle a_{2}} mindig az anyagra jellemző állandók. A t időtől függő y változó az egyik esetben a tömeg távolsága a nyugalmi helyzettől, a másik esetben a kondenzátorlemez töltésének mennyisége.
A természetben és a technikában sok különböző jelenség van, amelyek időbeli lefolyását ugyanolyan típusú differenciálegyenlettel lehet jellemezni. A differenciálegyenlet megoldására analóg fizikai rendszer, azaz analóg számítógép alkalmazható, amely a rezgés lefolyását utánozza, vagy – úgymond – szimulálja. Ezt az eljárást az analóg számítógép programozásának nevezik.
Analóg számítógépek képesek analóg térben gyors összeadás, kivonás, szorzás műveletekre. Továbbá logaritmikus és exponenciális műveletek gyors elvégzésére is. Utóbbiakhoz a félvezetők exponenciális feszültség-áram karakterisztikáját használják ki. Ezen kívül kondenzátorok és tekercsek fizikai tulajdonságait felhasználva integrálás és differenciálás műveletekre is hatékonyak.

### Programozás
Ahhoz, hogy az adott differenciálegyenletet megoldjuk, és az y mennyiséget a t idő függvényeként megkapjuk, két integrálást, két szorzást, két előjel változtatást kell végrehajtani, és az analóg számítógép egyik különleges számítóegységével az f(t) függvényt előállítani. Az analóg számítógépben azokat a számolási egységeket, amelyek a műveleteket el tudják végezni, sorba kapcsolják. {\displaystyle U_{E}} a bemenőmennyiséget, illetve a bemenőfeszültséget jelenti, ezt mindig az aktuális számolóegységhez vezetik; {\displaystyle U_{A}} a kimenőmennyiséget, illetve a kimenőfeszültséget jelenti, amit a számolóegységben elvégzett művelet eredményeként kapunk. Az együttható-potenciométer az {\displaystyle U_{E}} bemenőfeszültséget szorozza az a állandóval, így megkapjuk az {\displaystyle U_{A}} = a {\displaystyle U_{E}} kimenőfeszültséget. A többi számolóegység megfelelő módon más műveleteket hajt végre, például az invertálók ellenkező előjelűre változtatják a bemenőértékeket, a szummátor összeadja ezeket, miután egy a állandóval megszorozták őket, az összegintegrátor az idő szerint integrál és összead, a függvénymultiplikátor szoroz, a függvénygenerátor pedig előállítja az előre megadott függvényt. Az összegintegrátornál fellépő {\displaystyle U_{0}} konstans a mindenkori problémához illeszkedő kezdeti érték.
A programozás első lépéseként egy szerkezeti vázlatot, a kapcsolási tervet kell elkészíteni. Ez mutatja meg, hogyan kell összekapcsolni a számolóegységeket, például a csillapított rezgés adott differenciálegyenletéhez. Az összegintegrátor egy integrálást végez el, és előállítja {\displaystyle {\dot {y}}} (t)-t, ha megkapja az {\displaystyle {\dot {y}}_{0}} kezdeti feltételt, azaz a {\displaystyle {\frac {dy}{dt}}} -t a t=0 időpontban; a -{\displaystyle {\dot {y}}} (t)-t a differenciálegyenletnek megfelelően, egy együttható-potenciométeren keresztül {\displaystyle a_{1}}-gyel kell megszorozni és az integrátorra visszakapcsolni. A másik integrátor egy további integrálást végez el, és a keresett y(t) függvényt adja meg, amely a végkészülék képernyőjén láthatóvá válik, és amelyet ({\displaystyle a_{2}}-vel megszorozva és negatív előjellel ellátva az első összegintegrátor bemenetére kell visszavezetni. A függvénygenerátor által előállított f(t) függvényt ugyancsak ennek az összegintegrátornak a bemenetéhez kapcsolják.
A programozás második lépése abból áll, hogy rögzítenek valamilyen normálást. Az elektroncsövekkel működő elektronikus analóg számítógépnél a függő változó, tehát a feszültség, többnyire -100 V és +100 V között lehet; tranzisztoros készülékeknél pedig -10 V és +10 V között; míg integrált áramköröknél az alkalmazott típus függvényében más és más a maximális megengedett kimenőfeszültség, általában {\displaystyle \pm }10 V megfelelő. Ugyancsak normálni kell a független változót is. A számolás idejét, azaz az időtartamot, ami alatt a gép a megoldási görbének t keresett intervallumára vonatkozó részét kiszámítja, nagyon rövidre lehet választani, például tízezred másodperc egy százezered másodperc közöttinek, úgyhogy ismételt üzemeltetésnél, vagyis állandóan megismételt számításnál a képernyőn a megoldás görbéjének álló képét kapják.
A szerkezeti vázlatot a két normálási előírással lehet a tulajdonképpeni programozó vázlattá kibővíteni úgy, hogy bevezetik az együttható-potenciométer beállításához és az összegintegrátor technikai adataihoz tartozó számértékeket. A programvázlatnak megfelelően, a program területén, ahol például minden számolóegység be- és kimenete kívülről hozzáférhető, a számolóegységeket csatlakozós vezetékekkel összekapcsolják, és úgy állítják be, hogy a számítás elvégezhető legyen.
Az összekapcsolás módja és milyensége is nagymértékben megszabja a gép működési sebességét.

### Az analóg számítógép és a digitális számítógép összehasonlítása
Differenciálegyenletek megoldására esetenként analóg számítógépeket alkalmaznak, mert ezek – számolási sebességük tekintetében – speciális feladatokban még a gyors digitális gépeket is felülmúlhatják. A legkülönbözőbb technikai és biológiai folyamatok szimulációjára sokszor használnak analóg számítógépeket. A két típus előnyeit hibrid rendszerekben egyesítik; ezek olyan berendezések, amelyek mind analóg, mind digitális elemeket tartalmaznak.
| Az analóg és digitális számítógép összehasonlítása                             | Az analóg és digitális számítógép összehasonlítása |
| ------------------------------------------------------------------------------ | -------------------------------------------------- |
| analóg számítógép                                                              | digitális számítógép                               |
| alkalmazás főleg differenciálegyenletek megoldására                            | univerzális                                        |
| beszerzési költségeik aránya 1                                                 | 10                                                 |
| számolási pontosság korlátozott; alsó határa 0,01% a mérési eljárástól függően | korlátlan; az építésére fordított költség szerint  |
| tárolási lehetőség semmi vagy csak kevés                                       | nagy                                               |
| az eredmény megadása görbe alakjában: áttekinthető                             | számszerűen egyes helyeken: áttekinthetetlen       |
| programozás egyszerű                                                           | bonyolult, időigényes, de változtatható            |